# Tillandsia prodigiosa
Tillandsia prodigiosa là một loài thuộc chi Tillandsia. Đây là loài đặc hữu của México.